# Oligarrhena
Oligarrhena é um género de plantas com flores pertencentes à família Ericaceae.
A sua área de distribuição nativa é a Austrália Ocidental.
Espécies:
- Oligarrhena micrantha R.Br.